# NGC 454
NGC 454 o PGC 4461 y PGC 4468 son un par de galaxias en interacción, se ubican a unos 150 millones de años luz , en la constelación de Fénix,NGC 454 fue descubierto por John Herschel el 5 de octubre de 1834.
NGC 454 consiste en una gran galaxia elíptica destruida por la fusión, el par también contiene una galaxia irregular azulada y rica en gas, esta galaxia irregular también podría haber causado una estela de estrellas azules calientes . 
La galaxia elíptica está a la izquierda y la galaxia irregular a la derecha, la estela también se encuentra a la derecha.
Estas tienen una magnitud aparente de 13.12, una magnitud absoluta de -20.3 , un tamaño visual de 1.8 X 1.8, una declinación de -55° 23' 55" , un corrimiento al rojo de 0.01216 y una ascensión recta de 01h 14m 22.5s.
PGC 4461 y PGC 4468  son respectivamente una galaxia irregular y una galaxia elíptica.

## Véase También
NGC 235
NGC 78
Anexo: Objetos del catalogo NGC(1-999)